# عامل الغضب
في السياسات العامة، يُعد عامل الغضب جزءًا من المعارضة الشعبية لسياسة ما، والذي لا يُستمد من معرفة التفاصيل التقنية. وبينما قد يركز تحليل السياسات من قبل الجهات المعنية المؤسسية على تحليل المخاطر والمنافع وتحليل التكاليف والمنافع، إلا أنه لا يتم معرفة إدراك المخاطر العامة من خلال نفس المخاوف، وبالتالي يعتمد التنفيذ الناجح لأي سياسة على دعم العامة وسيحتاج التعاون إلى معالجة عامل الغضب عند إعلام الجمهور بهذه السياسة.

## العوامل
ينشأ مصطلح «عامل الغضب» من كتاب بيتر ساندمان لعام 1993، وهو الاستجابة لغضب المجتمع: استراتيجيات للاتصالات الفعالة للمخاطر.
(واعتبارًا من فبراير 2012، أصبح كتاب الاستجابة لغضب المجتمع متاحًا الآن على شبكة الإنترنت بموجب رخصة المشاع الإبداعي، ويمكن الوصول إليه بحرية وتحميله.)
ويعطيه بيتر الصيغة:
في مقابلة مع صحفي من صحيفة نيويورك تايمز ومؤلف فركونوميكس ستيفن جيه دانبر، أكد ساندمان على أن "الحقيقة الأكثر أهمية في اتصالات الإبلاغ عن المخاطر هي الارتباط المنخفض جدًا بين ما إذا كانت المخاطر خطيرة أو مزعجة.”
يعدد ساندمان عدة مصادر للغضب:
الطوعية مقابل الإكراهقد يعترض الناس على شيء إجباري يكون أقل خطورة من شيء آخر يكون لديهم الخيار لرفضه، مثل رياضة خطرة.
؛ الطبيعية مقابل الصناعية: يسمح أي مصدر من صنع الإنسان بتوجيه اللوم لأحد الأشخاص لتسببه في الخطر؛ ويخشى الناس من الرادون المنزلي بشكل أقل من المصادر الاصطناعية المسرطنة بشكل أقل. وفي حين أن هناك ما يقرب من 21000 حالة وفاة سنويًا في الولايات المتحدة بسبب سرطان الرئة الناجم عن غاز الرادون، وتناضل وكالة حماية البيئة من أجل تشجيع المواطنين على اختبار منازلهم لمعرفة ما إذا كان بها إشعاع أم لا.
؛ المألوفة مقابل الغريبة: إننا نقلق بشأن الأشياء المألوفة بشكل أقل من الأشياء التي لم نقم بتجربتها. وإننا ندرك أهمية مصدر الماء وأنه يقلل من تأثير العدد الكبير جدًا من الأطفال الذين يموتون كل عام من الغرق في حمامات السباحة (والمثل القائل «يولد الكره من الألفة» مثل صحيح هنا). ومع ذلك، إذا كان هناك عنوان إخباري يتحدث عن وفيات العشرات من الأطفال كل عام بسبب الإفراط في تناول أول أكسيد الهيدروجين (الاسم الكيميائي للماء) فإن رد الفعل يكون مختلفًا جدًا في الحقيقة.
؛ يمكن تذكرها أم لا: قد ينبع التذكر من تجربة شخصية أو تقارير إخبارية أو خيال أو صور أيقونية أو رموز لشيء سيئ. وهو نوع من المشاعر التي سبق الإحساس بها بأنك تعرف كيف سيُختتم هذا الحدث على الرغم من أن الحدث الفعلي الذي كنت تواجهه قد يكون مختلفًا تمامًا عن تجربتك السابقة.
؛ مفزعة أم لا:الاشمئزاز يمكن أن يبالغ في المخاطر المتوقعة: بعض المواضيع ترسل رعشة من خلالنا> هجمات أسماك القرش والسرطان والإشعاع النووي جميعها في فئة لا يعتمد فيها الخوف اعتمادًا خاصًا على ظروف محددة يتم مواجهتها. على سبيل المثال، إذا أخبرك الطبيب أنك مصاب بالسرطان ولكن كانت هناك فرصة بنسبة 90% للشفاء التام بهذا الشكل المعين - ربما ستظل خائفًا بشكل أكبر مما لو أخبرك الطبيب أن لديك مرضًا في القلب بنفس فرصة الشفاء التام.
؛ مزمنة مقابل كارثية: سيكون رد فعل الناس أكبر بكثير إذا ما مات 400 شخص في حادث تحطم طائرة مما لو مات 1000 شخص في حوادث الطرق على مدار عام واحد. ويطلب ساندمان أن نضع في اعتبارنا ما سيحدث لو كل الناس الذين ماتوا من التدخين على مدار عام ماتوا في إحدى المدن في يوم واحد - ويشير إلى أن التدخين سيصبح غير شرعي بين عشية وضحاها.
؛ يمكن معرفتها أم لا: يأخذ الناس منهج أسوأ الحالات إلى الشك. يتحدث ساندمان عن أن المبارزة في الحصول على الدكتوراه تعني أنه عندما يختلف الخبراء فربما يعتقد العامة أن الأمور يمكن أن تكون أسوأ بكثير من أي شكوى من شكاوى الخبراء. وإذا فهم الخبراء هذا فسيدركون أن الاتفاق على مجموعة من القيم بدلاً من الجدال من شأنه أن يطمئن الناس بأن هناك حدودًا معقولة لما قد يحدث.
؛ ما أتحكم فيه مقابل ما يتحكم فيه الآخرون:
؛ عادلة أم لا:
؛ ذات صلة أخلاقية أم لا:
؛ هل يمكن أن أثق بك أم لا:
؛ هل العملية تستجيب أم لا:

## المشكلات
تم الاعتراف بأهمية الغضب الشعبي في مناقشات خاصة بحوارات سياسية متعددة، تشمل السلامة النووية، والإرهاب، والصحة العمومية، والإدارة البيئية.

## معالجة الغضب
غالبًا ما يضع الإعلام إطارًا حول النقاش السياسي من خلال التركيز على عوامل الغضب. ويوصي ساندمان مؤيدي أي سياسة تحاول معالجة الغضب بالاعتراف بالفكرة الأساسية والتعاطف معها.
وفي مطلع هذا القرن، أطلق ساندمان، مع شركة أسترالية صغيرة خاصة بتقديم الاستشارات بشأن المخاطر تسمى شركة كويست للاستشارات، برنامج "OUTRAGE" (الغضب) لمساعدة المنظمات التي تخاف من غضب الجهات المعنية في تجنب الوقوع في مشاكل في المقام الأول. وقد كان هذا البرنامج رائدًا في العالم من حيث المفهوم ومازال يتم فحص المحتوى بشكل كبير من قبل الدكتور ساندمان. ومع ذلك، تم بيع هذا المنتج بشكل سيئ وهو متوفر الآن مجانًا.